# Пинчук, Павел Александрович
Павел Александрович Пинчук (2 мая 1923 — 2 октября 1999) — старшина противотанковой артиллерийской батареи моторизованного батальона автоматчиков 59-й гвардейской Люблинской Краснознамённой ордена Суворова танковой бригады (8-й гвардейский Краснознаменный танковый корпус, 2-й Белорусский фронт), гвардии полковник, участник Великой Отечественной войны, кавалер ордена Славы трёх степеней.

## Биография
Родился 2 мая 1923 года в селе Грушино (ныне Первомайский район, Харьковская область, Украина) в крестьянской семье. Украинец.
Окончил школу, в 1941 году - Липковатовский агрозоотехникум.
С сентября 1941 года - в Красной армии. В действующей армии - с июля 1942 года.
В боях на подступах к Сталинграду П. А. Пинчук неоднократно проявлял себя смелым и отважным воином. Будучи заместителем политрука противотанковой батареи 169-й танковой бригады, заменил раненого командира орудия и принимал участие в отражении атак противника.
25 июля 1942 года подавил огонь вражеской батареи в районе посёлка Первомайский. 27 июля при отражении очередной атаки противника уничтожил 2 огневых точки, 2 автомашины, рассеял и частично уничтожил до роты пехоты немцев. 29 июля 1942 года в районе хутора Верхняя Бузиновка (ныне Клетский район Волгоградской области) огнём орудия подавил миномётную батарею, рассеял автомобильную колонну противника, уничтожив при этом штабную машину и два грузовых автомобиля.
Приказом командующего войсками Сталинградского фронта награждён орденом Красной Звезды.
В дальнейшем воевал в составе 99-й (с 23 сентября 1943 года 59-я гвардейская) танковой бригады в должности старшины противотанковой артиллерийской батареи моторизованного батальона автоматчиков. В ходе Белгородско-Харьковской наступательной операции 5 августа 1943 года в районе села Погорелое (ныне Волчанский район Харьковской области, Украина) П. А. Пинчук под обстрелом противника организовал подачу боеприпасов и продовольствия на батарею, обеспечив постоянное ведение огня артиллеристами.
Приказом командира бригады награждён медалью «За отвагу».
В бою на днепровском плацдарме в районе села Ходоров (ныне Мироновский район Киевской области, Украина) 13 октября 1943 года старшина П. А. Пинчук заменил выбывшего из строя наводчика орудия и точным огнём уничтожил 15 повозок с боеприпасами и военным имуществом и до 50 солдат противника. Вернувшись к исполнению своих прямых обязанностей. Организовал доставку боеприпасов и продовольствия на огневую  позицию батареи. Приказом командира бригады награждён второй медалью «За отвагу».
В ходе Люблин-Брестской наступательной операции на подступах к городу Люблин (Польша) 24 июля 1944 года П. А. Пинчук огнём орудия уничтожил три пулемётные точки врага, обеспечив успешное продвижение наших стрелковых подразделений. Командиром батальона представлен к награждению орденом Отечественной войны 2-й степени.
Приказом командира 8-го гвардейского танкового корпуса от 12 августа 1944 года гвардии старшина Пинчук Павел Александрович награждён орденом Славы 3-й степени.
14 сентября 1944 года в бою за овладение пригородом Варшавы Прага П. А. Пинчук заменил выбывшего из строя командира орудия. Продвигаясь с расчётом в боевых порядках стрелковых подразделений, точным огнём он подбил самоходную пушку, уничтожил 2 огневые точки и до 20 солдат противника.
Приказом командующего 47-й армией от 16 ноября 1944 года гвардии старшина Пинчук Павел Александрович награждён орденом Славы 2-й степени.
30 января 1945 года 59-я гвардейская танковая бригада принимала участие в овладении городом Либштадт (ныне Милаково, Острудский повят Варминьско-Мазурского воеводства, Польша). В ходе уличного боя П. А. Пинчук уничтожил 9 солдат противника и захватил в плен немецкого офицера.
Указом Президиума Верховного Совета СССР от 29 июня 1945 года за образцовое выполнение боевых заданий командования на фронте борьбы с немецкими захватчиками и проявленные при этом доблесть и мужество гвардии старшина Пинчук Павел Александрович награждён орденом Славы 1-й степени.
После войны продолжил службу в Вооружённых Силах. В 1955 году окончил Высший военно-педагогический институт имени М.И. Калинина. С 1975 года полковник П. А. Пинчук - в запасе.
Жил в городе Днепропетровск (Украина). Участник парада на Красной площади в Москве 9 мая 1985 года в ознаменование 40-летия Победы.
Умер 2 октября 1999 года. Похоронен в городе Подгородное Днепропетровского района Днепропетровской области.

## Награды
- орден Отечественной войны I степени (11.03.1985)[3]
- Орден Красной Звезды (26.09.1942)[4]
- Орден Красной Звезды (1956)[3]
- орден Славы I степени(16.11.1944)[5]
- орден Славы II степени(20.02.1945)[6]
- орден Славы III степени (24.11.1943)[7]
  - медали, в том числе:
  - «За отвагу» (1.09.1943)[6]
  - «За отвагу» (27.06.1944)[8]
  - «За боевые заслуги» (27.06.1951)[2]
  - «За оборону Сталинграда» (1944)[2]
  - «За победу над Германией в Великой Отечественной войне 1941—1945 гг.» (1945)[9]
  - Медаль «За взятие Берлина» (4.08.1943)[10]

## Память
- На могиле установлен надгробный памятник.
- Увековечен на сайте МО РФ «Дорога памяти»[11] .